# William Cox (Leichtathlet)

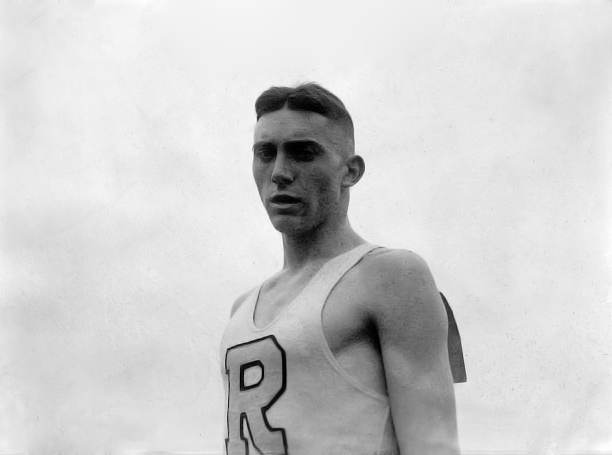
William Cox 1922

William Cox (William John „Bill“ Cox; * 12. Juni 1904 in Rochester, New York; † 3. Juni 1996 in Webster, New York) war ein US-amerikanischer Mittel- und Langstreckenläufer.
Beim Mannschaftsrennen über 3000 m der Olympischen Spiele 1924 in Paris kam er auf den achten Platz und gewann mit dem US-Team Bronze.
Als Student an der Pennsylvania State University wurde er 1926 und 1927 IC4A-Meister im Crosslauf, 1927 im Meilenlauf und 1927 sowie 1928 (mit seiner persönlichen Bestzeit von 4:18,6 min) über eine Meile in der Halle.